# 긴 의자

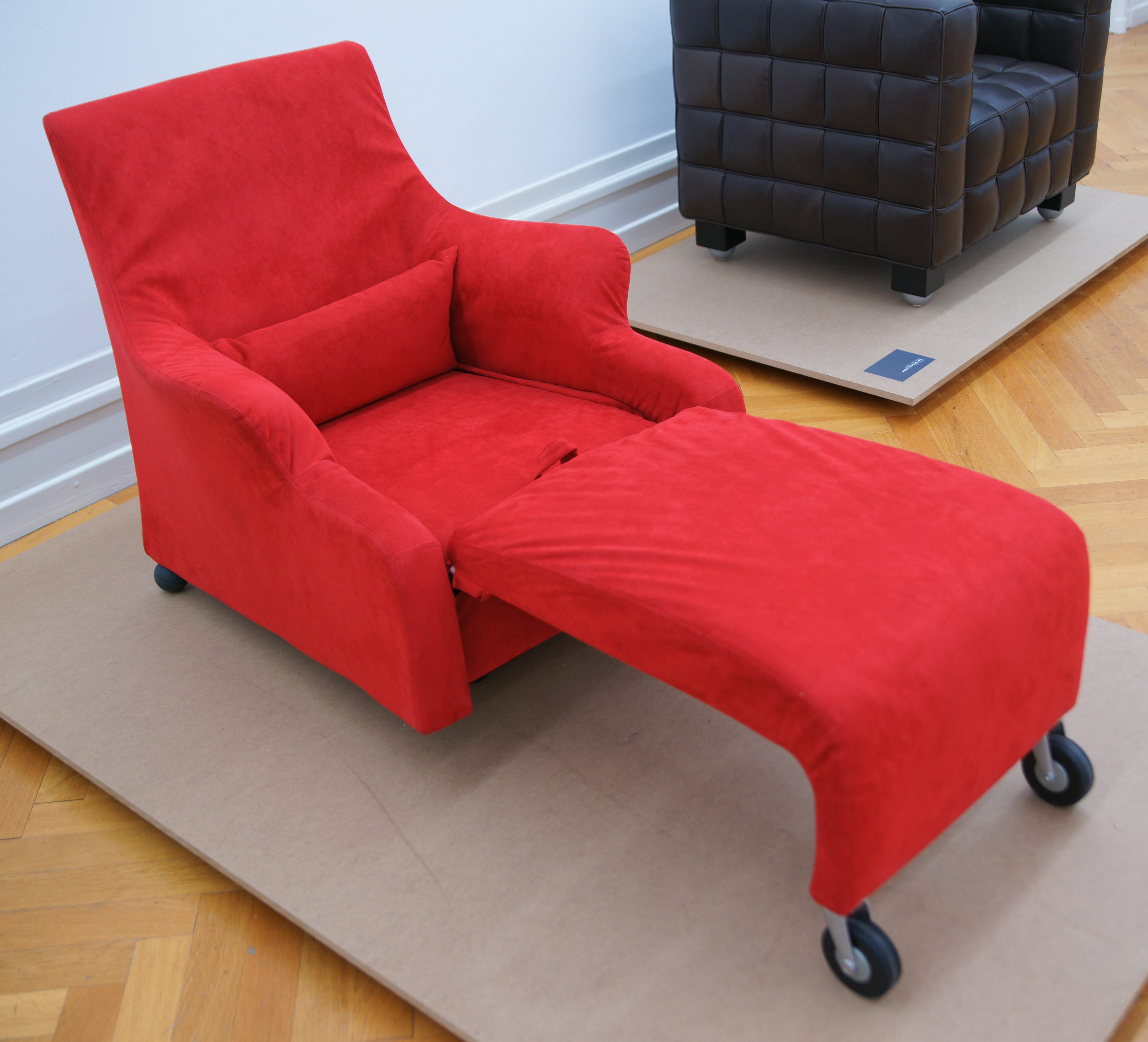
현대의 긴 의자 이태리 디자이너(1996)

긴 의자(chaise longue)는 다리를 뻗을 수 있을만큼 긴 의자 모양의 형태로 된 겉천이 있는 소파다.

## 같이 보기
- 소파
- 선라운저